# Gabriela Aguirre Sánchez
Gabriela Aguirre Sánchez (Santiago de Querétaro, 1977) es una poeta y escritora mexicana, ganadora de premios nacionales como el Premio Nacional de Poesía Enriqueta Ochoa. A pesar de que ha adquirido diversos sobrenombres a lo largo de su trayectoria profesional, ella sostiene que no definen su identidad. Ella misma ha dicho lo siguiente: "Poeta del norte, poeta queretana, no me interesa eso, lo que me importa es que lean mi trabajo".

## Trayectoria
Estudió la licenciatura en Lenguas Modernas en español en la Universidad Autónoma de Querétaro, la maestría en Creación Literaria en español en la Universidad de Texas, y el doctorado en Artes por la Universidad de Guanajuato. Es integrante del Sistema Nacional de Creadores del Fondo Nacional para la Cultura y las Artes. 
Fue incluida en diversas antologías de poesía y sus obras han sido publicadas a nivel nacional e internacional. Algunos de sus poemas fueron llevados a escena en teatro, en 2019 participó en un proyecto de lectura en centros penitenciarios. Se desempeña como docente de literatura en la Universidad Autónoma de Querétaro desde 2008.

## Publicaciones
- Pasaporte para estar en ningún lado (2002). Género: Poesía
- La materia del silencio (2002). Género: Narrativa[7]
- La frontera: un cuerpo (2003). Género: Poesía
- El lugar equivocado de las cosas (2008). Género: Poesía
- Colaboración en Antología mínima del orgasmo (2010). Género: Narrativa
- La casa es una espora (2015). Género: Poesía
- La isla de tu nombre (2017). Género: Poesía[8]

## Reconocimientos
- Becaria del Fondo Nacional para la Cultura y las Artes - 2004
- Becaria del Consejo Estatal para la Cultura y las Artes de Querétaro (en la categoría Jóvenes Creadores)
- Becaria del Instituto Queretano de la Cultura y las Artes (en la categoría Creadores con Trayectoria)
- Becaria de la Fundación para las Letras Mexicanas en el área de Poesía de 2005 a 2007.
- Premio Nacional de Poesía Joven Elías Nandino 2003
- Premio Nacional de Poesía Enriqueta Ochoa 2007
- Distinción Creadora Artística (Poesía) - Sistema Nacional de Creadores de Arte 2018[1][9]